# Мара, Кейт
Кейт Ру́ни Ма́ра (англ. Kate Rooney Mara; род. 27 февраля 1983, Бедфорд, Нью-Йорк, США) — американская актриса театра, кино, телевидения и озвучивания. Номинантка на премию «Эмми».

## Ранние годы
Кейт Мара родилась в городе Бедфорд, штат Нью-Йорк, в семье Тимоти Кристофера Мары, селекционера в футбольном клубе «Нью-Йорк Джайентс», и Кэтлин Макналти Мары (в девичестве Руни). Отец Мары ирландского, немецкого, французского и канадского происхождения, а мать — ирландского и итальянского происхождения. У Кейт есть старший брат Дэниел, младший брат Конор и младшая сестра Руни, которая также является актрисой.
В детстве Кейт, посмотрев постановку «Отверженных», загорелась желанием стать актрисой и полюбила Бродвей и мюзиклы. Особенно нравились ей фильмы с Джуди Гарленд. В девять лет Мара начала играть в школьных постановках и в общественном театре, посещала несколько актёрских школ. В интервью журналу Esquire Кейт призналась, что была очень застенчивой в детстве, и имела лишь одну подругу и некомфортно чувствовала себя в окружении большого количества людей.
В 14 лет Мара подписала контракт с актёрским агентством и стала профессиональной актрисой. Она на год раньше окончила среднюю школу Фокс Лейн и была принята в школу искусств Тиш при Нью-Йоркском университете, но из-за занятости в качестве актрисы три года откладывала поступление в колледж.

## Карьера
Кейт Мара дебютировала на телевидении в 1997 году в эпизоде восьмого сезона детективного сериала «Закон и порядок». Её дебют на большом экране состоялся в 1999 году в фильме Сидни Поллака «Паутина лжи» с Харрисоном Фордом в главной роли. В начале своей карьеры Кейт Мара играла преимущественно эпизодические роли в телесериалах, таких как «Закон и порядок: Специальный корпус», «Мэдиган», «Эд», «Бостонская школа», «C.S.I.: Место преступления» и «C.S.I.: Место преступления Майами». В 2003 году Мара дебютировала в театральной постановке, в следующие годы она играла на сценах театров Нью-Йорка и Лос-Анджелеса.
В 2005 году вышел малобюджетный фильм ужасов «Городские легенды 3: Кровавая Мэри», в котором Кейт сыграла свою первую главную роль. В этом фильме состоялся кинодебют младшей сестры Кейт, Руни. В том же 2005 году вышла драма Энга Ли «Горбатая гора», в котором она сыграла небольшую роль повзрослевшей дочери героя Хита Леджера, принесшую ей некоторую известность, поскольку фильм был хорошо встречен зрителями и критиками, получил множество наград и был номинирован на премию «Оскар».

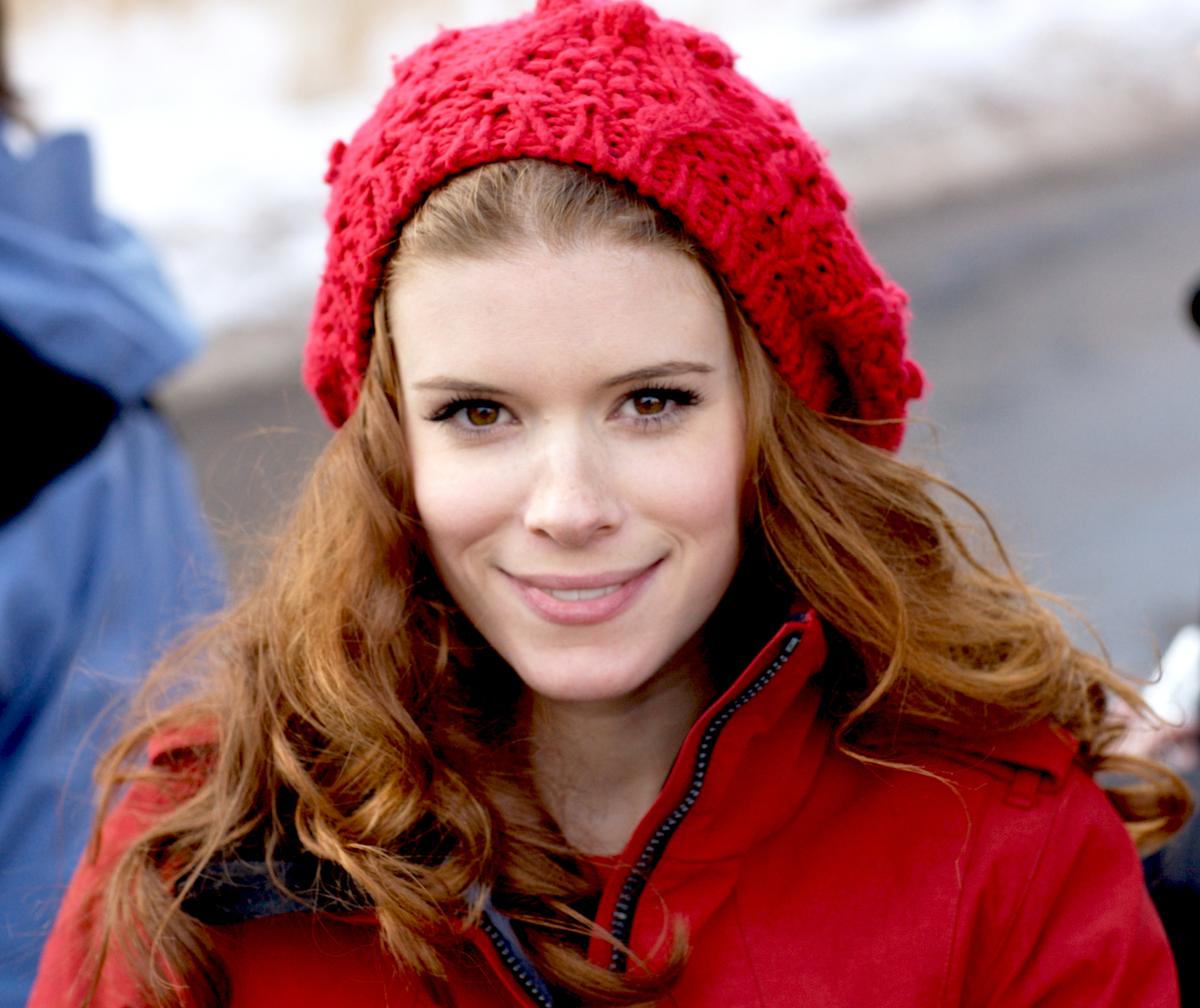
Кейт Мара на кинофестивале «Сандэнс» в 2008 году

В начале 2006 года Мара подписала контракт с известным актёрским агентством William Morris Endeavor, тогда же Нью-Йоркская газета Daily News включила Кейт в свой ежегодный список 10 наиболее многообещающих молодых актёров Америки. В семейной комедии «Капитан Зум» с Тимом Алленом и Кортни Кокс в главных ролях Мара исполнила роль девочки-подростка, владеющей телекинезом, в фильме «Мы — одна команда», рассказывающем о реальной истории — гибели в авиакатастрофе 75 игроков и тренеров команды американского футбола Университета Маршалла г. Хантингтон (штат Западная Виргиния) в 1970 году и трудностях формирования новой команды. Кейт сыграла роль невесты погибшего футболиста.
В 2007 году Мара снялась в молодёжной комедии «Правда и ничего кроме…» и остросюжетном фильме «Стрелок» с Марком Уолбергом в главной роли. В триллере 2008 года «Транссибирский экспресс», в котором главные роли исполнили Бен Кингсли и Вуди Харрельсон, Кейт сыграла немногословную двадцатилетнюю девушку, сбежавшую из дома. Для роли в другом фильме 2008 года, приключенческой ленте «Камень судьбы», повествующей о реальном случае похищения Скунского камня четырьмя студентами в 1950 году, Мара сыграла студентку Университета Глазго. По её словам, было очень сложно добиться шотландского акцента, но у неё это получилось.
28 августа 2009 года на экраны вышел фильм «Открытая дорога», в котором Кейт Мара сыграла роль девушки героя Джастина Тимберлейка, играющего главную роль. В седьмом сезоне популярного телесериала «Красавцы» Мара играла роль Бриттани, ассистента «И», одного из главных героев сериала. В фильме «Железный человек 2» Кейт сыграла роль второго плана.
В 2012 году Мара присоединилась к актёрскому составу драматического сериала «Карточный домик». За гостевое появление во втором сезоне шоу она была номинирована на премию «Эмми» в категории «Лучшая приглашённая актриса в драматическом телесериале».

## Личная жизнь
С 2010 по 2014 год Мара встречалась с актёром Максом Мингеллой.
В 2015 году Мара начала встречаться с актёром Джейми Беллом, партнёром по фильму «Фантастическая четвёрка». В январе 2017 года пара объявила о помолвке. Они поженились в июле 2017 года. В мае 2019 года у супругов родилась дочь. Мара также является мачехой сына Белла от его брака с Эван Рэйчел Вуд. До рождения дочери Мара перенесла выкидыш.
В 2022 году объявила о рождении второго ребёнка.
Мара проживает в Лос-Анджелесе и Нью-Йорке.
Кейт заявила, что она происходит из «огромной» семьи. Её отец является одним из 11 детей, она имеет 22 тёти и дяди и 40 двоюродных братьев.
Семья Кейт Мары владеет футбольными клубами «Нью-Йорк Джайентс» и «Питтсбург Стилерз», её прадеды, Тим Мара (со стороны отца) и Арт Руни (со стороны матери), являлись основателями этих клубов. Джон Мара, дядя Кейт, в настоящее время является совладельцем и президентом клуба «Нью-Йорк Джайентс», а её отец занимает в клубе должность вице-президента. Её младшая сестра — Руни Мара — также является актрисой.

## Избранная фильмография
| Год       | Фильм                                   | Оригинальное название               | Роль                          | Примечание                                       |
| --------- | --------------------------------------- | ----------------------------------- | ----------------------------- | ------------------------------------------------ |
| 1997      | Закон и порядок                         | Law & Order                         | Дженна Урлич                  | Телесериал (эпизод «Тень»)                       |
| 1999      | Паутина лжи                             | Random Hearts                       | Джессика Чендлер              |                                                  |
| 1999      | Король Джо                              | Joe the King                        | Эллисон                       |                                                  |
| 2002      | Ловелас                                 | Tadpole                             | Миранда Спир                  |                                                  |
| 2003      | Части тела                              | Nip/Tuck                            | Ванесса                       | Телесериал (4 эпизода)                           |
| 2005      | Горбатая гора                           | Brokeback Mountain                  | Алма-младшая, 19 лет          |                                                  |
| 2005      | Городские легенды 3: Кровавая Мэри      | Urban Legends: Bloody Mary          | Саманта Оуэнс                 |                                                  |
| 2005      | Калифорнийцы                            | The Californians                    | Зои Трипп                     |                                                  |
| 2006      | Капитан Зум                             | Zoom                                | Саммер Джонс / Чудо           |                                                  |
| 2006      | Мы — одна команда                       | We Are Marshall                     | Энни Кэнтрелл                 |                                                  |
| 2006      | 24                                      | 24                                  | Шери Ротенберг                | Телесериал (5 эпизодов)                          |
| 2007      | Правда и ничего кроме...                | Full of It                          | Энни Дрэй                     |                                                  |
| 2007      | Стрелок                                 | Shooter                             | Сара Фенн                     |                                                  |
| 2008      | Камень судьбы                           | Stone of Destiny                    | Кэй Мэтисон                   |                                                  |
| 2008      | Транссибирский экспресс                 | Transsiberian                       | Эбби                          |                                                  |
| 2009      | Открытая дорога (англ.)                 | The Open Road                       | Люси                          |                                                  |
| 2009      | Красавцы                                | Entourage                           | Бриттани                      | Телесериал (роль второго плана в седьмом сезоне) |
| 2009      | Счастливы вместе                        | HappyThankYouMorePlease             | Миссиссиппи                   |                                                  |
| 2010      | Железный человек 2                      | Iron Man 2                          | Бетани Кейб                   |                                                  |
| 2010      | 127 часов                               | 127 Hours                           | Кристи Мур                    |                                                  |
| 2011      | Железный рыцарь                         | Ironclad                            | Леди Изабель                  |                                                  |
| 2011      | Американская история ужасов: Дом-убийца | American Horror Story: Murder House | Хейден Маклейн                | Телесериал (8 эпизодов)                          |
| 2012      | Чёрный дрозд                            | Deadfall                            | Ханна                         |                                                  |
| 2012      | 10 лет спустя                           | 10 Years                            | Элис                          |                                                  |
| 2013—2014 | Карточный домик                         | House of Cards                      | Зои Барнс                     | Телесериал (14 эпизодов)                         |
| 2014      | Превосходство                           | Transcendence                       | Бри                           |                                                  |
| 2015      | Фантастическая четвёрка                 | Fantastic Four                      | Сьюзан Шторм / Невидимая леди |                                                  |
| 2015      | Марсианин                               | The Martian                         | астронавт NASA Бет Йоханссен  |                                                  |
| 2015      | Война                                   | Man Down                            | Натали Драммер                |                                                  |
| 2015      | Город лунного луча                      | Moonbeam City                       | Крисалис Тэйт                 | Мультсериал, озвучка                             |
| 2016      | Морган                                  | Morgan                              | Ли Уэзерс                     |                                                  |
| 2017      | Меган Ливи                              | Megan Leavey                        | Меган Ливи                    |                                                  |
| 2017      | Мои дни с Мёрси                         | My Days of Mercy                    | Мёрси                         | Также продюсер                                   |
| 2018      | Поза                                    | Pose                                | Пэтти Боуз                    | 6 эпизодов                                       |
| 2020      | Учитель                                 | A Teacher                           | Клэр Уилсон                   | Мини-сериал (10 эпизодов)                        |
| 2022      | Звоните Джейн                           | Call Jane                           | Лана                          |                                                  |
| 2023      | Чёрное зеркало                          | Black Mirror                        | Лана Стэнфилд                 | Телесериал (1 эпизод)                            |
| 2024      | Дружба                                  | Friendship                          | Тэми Уотерман                 |                                                  |
| 2025      | Астронавт                               | The Astronaut                       | Сэм Уокер                     |                                                  |
| 2025      | Чёртов ублюдок                          | Bucking Fastard                     |                               |                                                  |